# Michel Lelièvre
Pour les articles homonymes, voir Lelièvre.
Michel Lelièvre (Namur, 11 mai 1971) est un ex-détenu belge qui a été membre du gang de Marc Dutroux lors de l'affaire Dutroux.
En tant que toxicomane dépendant, Lelièvre était considéré comme une marionnette de Dutroux. Il a joué un rôle actif dans l'enlèvement de quatre filles, et du trafic de drogue associé. Lelièvre a avoué tous les chefs dont il était accusé.

## Enlèvement de Laëtitia Delhez et complicité d'assassinat
Le 9 août 1996, en début de soirée, Laëtitia, quatorze ans, est enlevée à sa sortie de la piscine de Bertrix par Marc Dutroux et Michel Lelièvre. Selon leurs propres déclarations, ils se seraient rendus tous deux à Bertrix dans le but d’enlever une jeune fille si l’occasion s’en présentait. Après l’avoir kidnappée, Dutroux l’aurait droguée et violée à trois reprises. Laëtitia a été enfermée dans la cache de Marcinelle, avec Sabine, pour n’en être délivrée que quelques jours plus tard par les enquêteurs du juge Connerotte.
Il a aidé Marc Dutroux dans tous ses crimes dont l'enterrement de An Marchal et Eefje Lambrecks, vivantes, avec l'ancien complice de Dutroux Bernard Weinstein, à 3 mètres de profondeur sous son hangar à Jumet.

## Condamnation
En juin 2004, Lelièvre, 33 ans, est condamné à 25 ans d'incarcération par la cour d'assises d'Arlon lors du procès Dutroux. Il était en détention depuis 1996.
En octobre 2005, il a demandé une libération conditionnelle pour la première fois après avoir purgé un tiers de sa peine. Cette demande a été rejetée car il n'avait toujours pas payé l'indemnisation à ses victimes. Plusieurs demandes ultérieures de libération conditionnelle ont également été rejetées en raison du problème de drogue de Lelièvre.
En 2007, Lelièvre s'est vu accorder des dommages-intérêts de 6 000 euros par la Cour européenne des droits de l'homme parce qu'il avait été en détention provisoire pendant trop longtemps — huit ans — jusqu'à son procès.

## Libération
Depuis 2013, Lelièvre a été autorisé à sortir plusieurs fois de prison pour quelques heures et sous surveillance. En 2018, il a obtenu un congé pénitentiaire pour la première fois et a passé une nuit à l'extérieur de la prison. Fin septembre 2019, quelques années avant la fin de la peine de Lelièvre, le tribunal des peines de Bruxelles a décidé de lui accorder une libération conditionnelle à condition qu'il retrouve un logement. Le 20 octobre 2019 à Bruxelles, environ 400 personnes sont descendues dans la rue lors d'une « Marche noire » pour protester contre cette libération. Cette marche était le pendant de la Marche blanche qui s'est tenue le 20 octobre 1996,.
Après avoir trouvé un foyer, Lelièvre, 48 ans, a été libéré de prison le 2 décembre 2019. Les conditions de sa libération stipulaient qu'il n'était pas autorisé à commettre de nouveaux crimes, et devait toujours se présenter à son assistant de justice, ne pas consommer d'alcool ou de drogues, suivre une formation ou chercher du travail, indemniser ses victimes, n'avoir aucun contact avec elles ou d'autres auteurs, et a dû éviter un certain nombre de régions (dont les provinces Brabant flamand, Limbourg, Hainaut, Liège et Luxembourg et certains lieux de la région de Bruxelles). Le 18 décembre 2019, il était attendu et fut roué de coup par un groupe en quête de vengeance.

## Source de traduction
- (nl) Cet article est partiellement ou en totalité issu de l’article de Wikipédia en néerlandais intitulé « Michel Lelièvre » (voir la liste des auteurs).